# かまいたち (バンド)
かまいたちは、日本のヴィジュアル系パンク・ロックバンド。1985年に京都市で結成、1991年9月6日の渋谷公会堂公演を最後に解散。
2015年10月12日、一夜限りの復活。2016年10月14日、VISUAL JAPAN SUMMIT 2016に出演。2017年1月14日に新宿LOFTでワンマンライブ（独罰視姦二〇一七）を行う。2017年4月1日京都MUSE、8月5日赤坂BLITZでワンマンライブを行い、2017年8月5日に最終公演＜THE END＞を迎える。2015年10月12日以降、屍忌蛇をゲストギターに迎えてライブを行っている。2017年8月5日赤坂BLITZ最終公演をもって解散。

## 来歴
1985年に「次はバンドでもして遊ぼうか」とCRAZY DANGER NANCY けんchanとクレクレMOGWAIを中心に京都で結成。バンド名を「もぐら」にしようかという考えを却下し、妖怪大図鑑から「かまいたち」に命名。元祖ヴィジュアル系バンドの一つに挙げられる。“はちゃめちゃ狂”をポリシーとした型破りな活動。1989年、フリーウィルより1stアルバム『いたちごっこ』をリリースし、インディーズシーンの台風の目となる。翌年にはバップよりメジャーデビューを果たした。その後、間もなくバップから分離する形で誕生したトイズファクトリーに移り、解散まで所属した。
2015年10月12日、新宿BLAZE「KENZI 30th Anniversary Project 元祖ビジュアル系かまいたちKENZI伝説」で、一夜限りのかまいたち復活ライブを行った。KENZI（CRAZY DANGER NANCY KENchan）のアーティスト活動30周年を記念したもので、SCEANA（Vo）、クレクレMOGWAI（Ba）、CRAZY DANGER NANCY KENchan（Dr）にゲストギタリスト屍忌蛇を迎えた。2016年7月2日には、30周年ファイナルとして新宿BLAZEでも同タイトルのイベントを開催した。
2016年10月14日、VISUAL JAPAN SUMMIT 2016（1日目）にも同じ4名で出演し、2017年1月14日に新宿LOFTでワンマンライブ（独罰視姦二〇一七）開催を発表した。
2017年4月1日、京都MUSEにて＜かまいたち追加公演「狂乱舞踏二〇一七」＞を開催。26年ぶりのワンマンとなる凱旋ライブとなった。
2017年8月5日、赤坂BLITZにて、かまいたち最終公演＜「THE END」＞を行う。前回の新宿LOFTから問題作を含めた何曲かをCD無料配布。

## メンバー
- SCEANA-417-しいな → SCEANA (Vo)

DEATH BLOW→かまいたち→幻覚アレルギー→OCTOPUS CULT→alien9ball→THE SPLATTERS
（兄はDECAMERON、OCTOPUS CULT、alien9ballのNAOKI）
- やまchan → MOGWAI → クレクレMOGWAI → D.LEE.MOGWAI（山崎公照） (Ba)

レディー・グレイシア→かまいたち→ALUCARD→DJ.FLANKENSTEIN→FLESH FOR FLANKENSTEIN
オリジナル・メンバー
（レディー・グレイシア当時のギターは元DECAMERONのANDY）
- けんchan → ナンシー・けんchan → CRAZY DANGER NANCY KENchan → CRAZY DANGER NANCY けんchan（石井賢治 ）(Dr)

かまいたち→ex.SISTER'S NO FUTURE→THE DEAD P☆P STARS, ∀NTI FEMINISM, 怪奇!!動物アジテーター
オリジナル・メンバーでリーダー

### ゲストギター
- 屍忌蛇 （VOLCANO、ex.Gargoyle）

### 元メンバー
- やったるゼェ〜“KAZZY”さすけ → 梶井“KAZZY”沙介 (G)

DECAMERON (Ba)→かまいたち→幻覚アレルギー→alien 9 ball→引退（2006年頃？）
- カズオ　(桑原史行） (Vo) - 結成当初のメンバー。
- ワタル（荒木わたる） (G)、(Vo) - 結成当初のメンバー。カズオ脱退後に、ギターからボーカルへ転向。
- SHINOBU（奥村武彦） (Vo) - ワタル脱退後加入。
- P-KEN (G) - カズオ脱退後加入。
- ANDY （斉藤清司）(G) - P-KEN脱退後加入。
- MADOKA (G) - ANDY脱退後加入。

第1期　カズオ(Vo)、ワタル(G)、やまchan(Ba)、けんchan(Dr)
第2期　ワタル(Vo)、P-KEN(G)、やまchan(Ba)、けんchan(Dr)
第3期　ワタル(Vo)、SHINOBU(Vo)、P-KEN(G)、やまchan(Ba)、けんchan(Dr)
第4期　SHINOBU(Vo)、P-KEN(G)、やまchan(Ba)、けんchan(Dr)
第5期　SCEANA(Vo)、ANDY(G)、MOGWAI(Ba)、ナンシー・けんchan(Dr)
第6期　SCEANA(Vo)、MADOKA(G)、MOGWAI(Ba)、CRAZY DANGER NANCY KENchan(Dr)
第7期　SCEANA(Vo)、キャッツ(G)、MOGWAI(Ba)、CRAZY DANGER NANCY KENchan(Dr)
第8期　SCEANA-417-しいな(Vo)、やったるゼェ〜“KAZZY”さすけ(G)、クレクレMOGWAI (Ba)、CRAZY DANGER NANCY KENchan(Dr)

## エピソード
- ボーカルのSCEANAのスペルは本来「SEANA」もしくは「SEENA」であるが、命名者の友人が「SCEANA」と間違えて言ったので、敢えてそのままの表記が採用となった。
- 2000年、CRAZY DANGER NANCY けんchanが、後輩で親交のあるSyndromeの結成ライブにゲスト出演。かまいたち「妖怪Rock!」をKISAKIと演奏した。
- 2008年6月14日、HOLIDAY新宿で行われたCOLORの「MARRY：MEMORIAL LIVE Free-will DAY」で、CRAZY DANGER NANCY けんchanとD.LEE.MOGWAIがしいもんきいを迎えて、解散後初めてかまいたちのセッションを行った。
- 2018年11月1日、SCEANAのバースデーライブ「SCEANA 生誕祭『Fxxk Off』」で結成されたかまいたちセッションバンドにお笑いタレントのヒロシがベーシストとして参加。

## ディスコグラフィ

### デモテープ
- 四面楚歌（1985年10月）

1. 油すまし
2. LAST CHANCE
3. READY TO ROCK
4. KILLER
5. CRAZY NIGHT GIRL
6. FUTURE KILL

- 百鬼夜行（1986年）

1. 女子高生
2. パピヨン
3. かまいたち
4. I'VE NO POWER
5. 妖怪ロック
6. KILLER(LIVE)
7. CRAZY NIGHT GIRL(LIVE)
8. 女子高生(LIVE)

- 聴姦濡々（1987年6月）

1. え！うそお〜！！やだあ〜！！！
2. 油すまし
3. LAST CHANCE
4. ギニーピッグII
5. Redy TO ROCK
6. I've No Power

- 独罰主義（1988年5月）

1. スピロヘーター
2. アイヴノーパワー
3. キルユアセルフ
4. ギニーピッグII

- 弱肉強食TAPE（1989年3月6日） 限定50本

1. 油すまし
2. ノイローゼ
3. キルユアセルフ
4. メンバー1言メッセージ
5. かまちサミット

### シングル
- はちゃめちゃ姫（1990年2月5日　Vap　VPDG-20369　テレビアニメ『つる姫じゃ〜っ!』主題歌） - オリコン週間14位

1. はちゃめちゃ姫　（「自由の女神」の歌詞違いVer）
2. へのへのもへじ

- I LOVE YOU（1991年12月21日　TOY'S FACTORY　TFDC-28008） - オリコン週間84位

1. I LOVE YOU
2. 自由の女神（オリジナルヴァージョン）
3. I LOVE YOU（オリジナルカラオケ）

### アルバム
オリジナル・アルバム
- いたちごっこ（1989年9月10日　Free-Will Records　FWR-001CDL / 2002年7月24日再発　TEBA-004）

（「スーパーいたちごっこ」としても1990年にリリースされた。）
1. みにくいあひるのこ
2. 獄楽Ready to Rock
3. 神経衰弱
4. Boys, be Ambitious
5. 自由の女神
6. 天邪鬼
7. I've No Power
8. TOY DOLL(S)
9. 妖怪ROCK!
10. 続・自殺〜KILL YOURSELF

- はちゃめちゃ狂（1990年9月21日　TOY'S FACTORY　TFCC-88001） - オリコン週間10位

初回は三方背ケース仕様、フォトブック封入
1. かMARCH
2. NO THANK YOU
3. FACE TO FACE
4. 14日の土曜日
5. 女子高生
6. 夢の続き
7. 非行少年
8. みにくいあひるのこ
9. Carnation
10. 妖怪ROCK!
11. TOY DOLL(S)
12. 女心と秋の空

- JEKYLL to HYDE〜masturbation〜（1991年6月21日　TOY'S FACTORY　TFCC-88007） - オリコン週間15位

初回プレス分のみデジパック仕様
1. MASTURBATION
2. ファシズム
3. 綺麗事
4. BAD WORST〜（形だけ）
5. 平和の裏側
6. 花の様に
7. JEKYLL & HYDE
8. サクラ〜アルプス一万尺〜
9. I LOVE YOU
10. ニワトリ

ベスト・アルバム
- I LOVE YOU（1991年9月21日　TOY'S FACTORY　TFCC-88015） - オリコン週間24位

初回分のみ三方背ケース仕様、スペシャルフォトブック封入（ラストメッセージ入り）
1. 自由の女神 (Original Version)  ※再レコーディング
2. TOY DOLL(S)
3. MASTURBATION
4. 花の様に
5. 妖怪ROCK!
6. みにくいあひるのこ
7. Boys, be Ambitious (Live Version)
8. へのへのもへじ
9. FACE TO FACE
10. BAD WORST〜（形だけ）
11. かMARCH
12. I LOVE YOU

### VHSビデオ
- プラスマイナスゼロ（1986年9月）
- 独罰視姦（1989年5月）
- ZETA Vol.4（1989年　立東社） オムニバスビデオ。かまいたち「妖怪ROCK」「自由の女神」、それゆけ!ケロロバンド「TOY DOOL(S)」、インタビューを収録。
- 狂乱激突BOX 1990（1990年　FREE-WILL-RECORDS　FWV-001） オムニバスビデオ。かまいたち「天邪鬼」収録。実況、解説：IKUOSAN、C.D.N.KEN chan
- 狂乱舞踏 かまち京都にカエル（1990年5月21日　Vap　VPVQ66119） ※メジャーデビュー作品
- NO MORE HEROES（1991年11月21日　TOY'S FACTORY　TFVQ-68009） ※1991年9月6日渋谷公会堂の解散ライブを収録したもの

※全作品DVD化はされていない。
一部のライブ映像が、KENZI（CRAZY DANGER NANCY けんchan）の「KENZI伝説〜There is no successor behind me.」（CD+DVD　Anarchist Records　ANRK-1）の音楽生活20周年記念DVDに収録されている。

### DVD
- かまいたち最終公演「THE END」（2017年12月20日 LZLND-003,004  【発売元】LIZARD NEO【販売元】FWD.Inc） 2017年8月5日赤坂BLITZライブ公演
  - DISC1 かまいたち最終公演『THE END』@2017/08/05 赤坂BLITZ
  - DISC2 [絶賛解散中]
    - KENZI30th Anniversary@2015/10/12新宿BLAZE
    - 独罰視姦二0一七@2017/01/14新宿LOFT
    - 狂乱舞踏二0一七@2017/04/01京都MUSE
    - ダイジェスト&スペシャル映像

  - 初回封入特典
    - かまいたち最終公演「THE END」@赤坂BLITZ使用バックドロップ1PEACE
    - かまいたち初制作デザイン復刻ステッカー

### オムニバス・アルバム
- EMERGENCY EXPRESS（1989年5月21日JPD-501 / 1996年6月21日デジタル・リマスタリング再発盤　TCCN25013）

ZI:KILL、Gargoyle、UNITED、BELLZLLEBなど11曲収録のオムニバス。
「KILL YOURSELF」を収録。サビ部分をピー音で消されている。

## タイアップ一覧
| 使用年 | 曲名           | タイアップ                                                      | 収録CD                                                     |
| ------ | -------------- | --------------------------------------------------------------- | ---------------------------------------------------------- |
| 1990年 | はちゃめちゃ姫 | 日本テレビ系列テレビアニメ『つる姫じゃ〜っ!』オープニングテーマ | 8cmシングル『はちゃめちゃ姫』 （アルバムには未収録）       |
| 1990年 | へのへのもへじ | 日本テレビ系列テレビアニメ『つる姫じゃ〜っ!』エンディングテーマ | 8cmシングル『はちゃめちゃ姫』 ベストアルバム『I LOVE YOU』 |
| 1991年 | I LOVE YOU     | 大映ビデオ映画『はいすくーる仁義』主題歌                        | シングル『I LOVE YOU』 ベストアルバム『I LOVE YOU』        |

## 書籍
- いろはにほへとかまいたち 889歩のかまち（1991年11月01日　音楽専科社） ISBN 9784900343252

## バンドスコア
- はちゃめちゃ狂（1991年1月　ドレミ楽譜出版社）
- JEKYLL to HYDE〜masturbation〜（1991年9月　ドレミ楽譜出版社）